# Pantouflage
Pantouflage è un termine derivato dalla lingua francese che si riferisce, in genere, al fenomeno per cui alti funzionari della pubblica amministrazione francese, in genere laureati all'École Polytechnique o all'École nationale d'administration, venivano assunti da imprese private.
Il termine è passato a indicare, più in generale, l'analogo fenomeno che può interessare tutti i dipendenti pubblici e non solo a quelli di elevato grado. Nel contesto nordamericano, il concetto è noto con il termine di porta girevole. La pratica, di solito, è malvista dall'opinione pubblica.

## Nel mondo

### Italia
Il divieto di pantouflage ordinamento giuridico italiano è stato introdotto dalla legge Severino nel 2012 che modificato il d.lgs 30 marzo 2001, n. 165 in attuazione del l'art. 6 della Convenzione delle Nazioni Unite contro la corruzione adottata dall'Assemblea Generale delle Nazioni Unite ad ottobre 2003. L'articolo 53 comma 16-ter dispone infatti che:
- i pubblici dipendenti che, nel corso degli ultimi tre anni di servizio, abbiano esercitato poteri autoritativi o negoziali per conto di una delle pubbliche amministrazioni di cui al medesimo D.Lgs. 165/01 (art. 1, c. 2) non possono, per i tre anni successivi al termine del rapporto di lavoro pubblico, prestare attività lavorativa o professionale per quei soggetti privati destinatari dei medesimi poteri esercitati per conto dell'amministrazione (primo periodo);
- i contratti e gli incarichi perfezionati in violazione della disposizione sono nulli e i soggetti privati che hanno concluso i contratti o conferito gli incarichi non possono contrattare con la pubblica amministrazione per i successivi tre anni, oltre a dover restituire le somme versate in esecuzione di tali accordi (secondo periodo).

Il comma 16 ter va letto in congiunzione con l'art. 21 del d.lgs. 8 aprile 2013, n. 39 il quale stabilisce che, ai soli fini dell'applicazione dei divieti di cui al medesimo comma 16 ter, per pubblici dipendenti devono intendersi anche i titolari di uno degli incarichi di cui al medesimo D.Lgs. 39/2013 (il quale contempla anche soggetti con il quale “l'ente pubblico o l'ente privato in controllo pubblico ” ha intrattenuto un rapporto di lavoro autonomo o subordinato.  
Dal punto di vista giurisprudenziale, pur essendo la misura effettivamente utile, sono state espresse delle perplessità sulla formulazione della normativa in questione, che possiederebbe alcuni elementi di ambiguità. In particolare, l'art. 53, comma 16-ter del decreto legislativo 165/2001 non espliciterebbe quale sia l'ente col potere di irrogare la sanzione. In un caso relativo all'autorità portuale di Genova, l'ANAC ha sanzionato un presunto caso di pantouflage, contestato poi di fronte al TAR Lazio, il quale ha annullato il provvedimento a causa della mancata esplicitazione nella normativa dell'ente preposto all'irrogazione delle sanzioni. Il Consiglio di Stato ha invece poi dato ragione all'ANAC (sentenza n. 7411 del 29 ottobre 2019), partendo dal presupposto che il decreto legislativo 39/2013 conferisce all'ANAC poteri generali in termini di "controllo e accertamento sulle ipotesi di inconferibilità e incompatibilità".